# Don't Let It Break Your Heart (canción)
«Don't Let It Break Your Heart» es una canción del cantante británico Louis Tomlinson. Se lanzó el 23 de noviembre de 2019, a través de Syco Music y Arista Records como el cuarto sencillo de su primer álbum de estudio Walls.

## Antecedentes
En un comunicado de prensa oficial, Tomlinson describió la canción como aquella en la que está "realmente orgulloso" y "una canción sobre la esperanza y ver el vaso medio lleno".

## Vídeo musical
El video musical, protagonizado por el actor Geoff Bell y dirigido por Charlie Lightening, se estrenó el 2 de diciembre de 2019. Continúa la narración de los dos videos anteriores de Tomlinson, «Kill My Mind » y «We Made It», una historia sobre dos amantes en el correr en medio de los restos emocionales de un enredo criminal. Tomlinson aparece en el video musical como un conductor de escapada atrapado en un atraco de una mafia.

## Recepción crítica
Mike Wass de Idolator, describió la canción como "un himno conmovedor sobre avanzar frente a las dificultades", "himno, edificante y muy amigable con la radio" y el "mejor sencillo en solitario" de Tomlinson. Saskia Postema de Euphoria Magazine llamó a la canción "una balada auténtica y honesta" y elogió la "narración conversacional y simple pero colorida de sus propios sentimientos" que "transmite emoción tanto en su escritura como en su voz". Ilana Kaplan de Rolling Stone escribió que la canción era "una mirada empoderadora para dejar atrás la angustia por algo mejor". Escribiendo para MTV, Patrick Hosken describió «Don't Let It Break Your Heart» como "una oda a la perseverancia que encuentra versos de guitarra lluviosa dando paso a un coro lleno de garganta y listo para cantar que podría sentarse junto a los himnos más grandes de One Direction como «Steal My Girl».

## Presentaciones en vivo
Tomlinson estrenó la canción antes de su lanzamiento oficial en Coca Cola Music Experience en Madrid el 14 de septiembre de 2019. También la presentó en vivo en los Premios Telehit en México el 13 de noviembre de 2019 y en Hits Radio Live Manchester el 17 de noviembre de 2019. El 23 de noviembre de 2019, Tomlinson interpretó la canción en The X Factor: Celebrity .

## Posicionamiento en listas
| Listas (2019)                     | Mejor posición |
| --------------------------------- | -------------- |
| Escocia (Official Charts Company) | 1              |

## Historial de lanzamiento
| País   | Fecha                   | Formato                     | Discográfica       | Ref   |
| ------ | ----------------------- | --------------------------- | ------------------ | ----- |
| Varios | 23 de noviembre de 2019 | Descarga digital, Streaming | Syco Music, Arista | [ 3 ] |